# Sobhaganj
Sobhaganj è una suddivisione dell'India, classificata come census town, di 4.891 abitanti, situata nel distretto di Jalpaiguri, nello stato federato del Bengala Occidentale. In base al numero di abitanti la città rientra nella classe VI (meno di 5.000 persone).

## Geografia fisica
La città è situata a 26° 28' 56 N e 89° 32' 29 E.

## Società

### Evoluzione demografica
Al censimento del 2001 la popolazione di Sobhaganj assommava a 4.891 persone, delle quali 2.523 maschi e 2.368 femmine. I bambini di età inferiore o uguale ai sei anni assommavano a 622, dei quali 305 maschi e 317 femmine. Infine, coloro che erano in grado di saper almeno leggere e scrivere erano 3.249, dei quali 1.820 maschi e 1.429 femmine.